# Víktor Ruban
Víktor Hennadiyovych Ruban (en ucraniano: Віктор Геннадійович Рубан; Járkov, URSS, 24 de mayo de 1981) es un deportista ucraniano que compite en tiro con arco, en la modalidad de arco recurvo.
Participó en cuatro Juegos Olímpicos de Verano, entre los años 2004 y 2016, obteniendo dos medallas, bronce en Atenas 2004, en la prueba por equipo (junto con Dmytro Hrachov y Olexandr Serdiuk), y oro en Pekín 2008, en la prueba individual.
Ganó una medalla de bronce en el Campeonato Mundial de Tiro con Arco al Aire Libre de 2009 y cuatro medallas en el Campeonato Mundial de Tiro con Arco en Sala entre los años 2012 y 2018.
Además, obtuvo dos medallas de bronce en el Campeonato Europeo de Tiro con Arco al Aire Libre, en los años 2012 y 2016, y cinco medallas en el Campeonato Europeo de Tiro con Arco en Sala entre los años 2010 y 2024.
En los Juegos Europeos consiguió una medalla de oro en Bakú 2015, en la prueba por equipo.

## Palmarés internacional
| Juegos Olímpicos                 | Juegos Olímpicos           | Juegos Olímpicos  | Juegos Olímpicos |
| Año                              | Lugar                      | Medalla           | Prueba           |
| -------------------------------- | -------------------------- | ----------------- | ---------------- |
| 2004                             | Atenas (Grecia)            | Medalla de bronce | Equipo           |
| 2008                             | Pekín (China)              | Medalla de oro    | Individual       |
| Campeonato Mundial al Aire Libre |                            |                   |                  |
| Año                              | Lugar                      | Medalla           | Prueba           |
| 2009                             | Ulsan (Corea del Sur)      | Medalla de bronce | Individual       |
| Campeonato Mundial en Sala       |                            |                   |                  |
| Año                              | Lugar                      | Medalla           | Prueba           |
| 2012                             | Las Vegas (Estados Unidos) | Medalla de bronce | Equipo           |
| 2014                             | Nimes (Francia)            | Medalla de oro    | Equipo           |
| 2014                             | Nimes (Francia)            | Medalla de plata  | Individual       |
| 2018                             | Yankton (Estados Unidos)   | Medalla de bronce | Equipo           |
| Juegos Europeos                  |                            |                   |                  |
| Año                              | Lugar                      | Medalla           | Prueba           |
| 2015                             | Bakú (Azerbaiyán)          | Medalla de oro    | Equipo           |
| Campeonato Europeo al Aire Libre |                            |                   |                  |
| Año                              | Lugar                      | Medalla           | Prueba           |
| 2012                             | Ámsterdam (Países Bajos)   | Medalla de bronce | Equipo           |
| 2016                             | Nottingham (Reino Unido)   | Medalla de bronce | Equipo mixto     |
| Campeonato Europeo en Sala       |                            |                   |                  |
| Año                              | Lugar                      | Medalla           | Prueba           |
| 2010                             | Poreč (Croacia)            | Medalla de plata  | Equipo           |
| 2011                             | Cambrils (España)          | Medalla de oro    | Equipo           |
| 2011                             | Cambrils (España)          | Medalla de bronce | Individual       |
| 2019                             | Samsun (Turquía)           | Medalla de plata  | Equipo           |
| 2024                             | Varaždin (Croacia)         | Medalla de oro    | Equipo           |